# Pirámide triádica

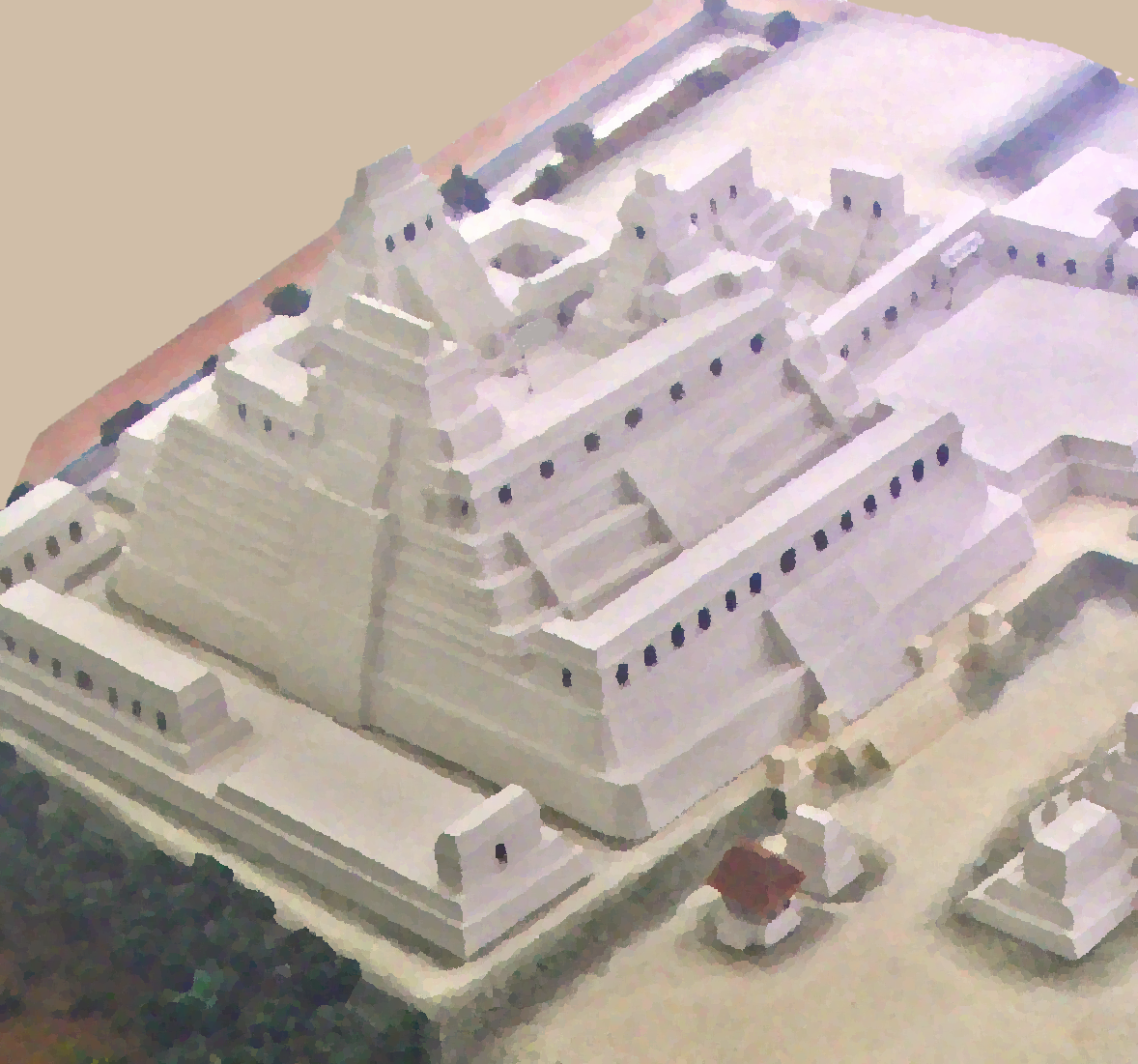
Modelo de una pirámide triádica de Belice.

La Pirámide triádica es un concepto arquitectónico del pueblo maya, que data del periodo preclásico mesoamericano y que consiste en emplazar una estructura dominante (pirámide) flanqueada por dos estructuras o edificios secundarios, orientados hacia el interior de una especie de plaza que así se forma. El conjunto que integra esta tríada se encuentra por regla general montado sobre una plataforma basamental 
La mayor pirámide triádica conocida está  en el yacimiento arqueológico denominado El Mirador en el Petén guatemalteco; cubre un área seis veces mayor a la que ocupa en Tikal el Templo IV que es la pirámide más grande en esta ciudad. Las estructuras triádicas son encontradas en las ciudades tempranas de la civilización maya en el Petén.
No hay datos de estas estructuras sino hasta el preclásico medio y se estima que pudieron haber evolucionado a partir de la estructura denominada Grupo E, común entre los edificios que eran destinados a ser observatorios.La forma triádica fue predominante en la arquitectura maya, en el Petén, a lo largo del preclásico tardío. Otros ejemplos de estas estructuras pueden obervarse en Uaxactún. 
En Nakbé, una ciudad también importante del preclásico medio, hay al menos ocho ejemplos de complejos triádicos y cuatro de las mayores estructuras en el sitio son esencialmente triádicas.En El Mirador hay 15 estructuras de este tipo.Otros ejemplos de este concepto arquitectónico se encuentran en Tikal, Cerros, Wakná, El Tintal y en Lamanai.Otros casos más, pero ya del periodo clásico y posclásico, se conocen en Dzibilchaltún en el norte de la Península de Yucatán y en Palenque, actualmente en el estado mexicano de Chiapas.
La pirámide triádica se mantuvo muy popular a lo largo de los siglos después de que los primeros casos fueran construidos en el Petén.Ejemplos de la utilización de la forma triádica en el periodo clásico se repiten en Uaxactún, Caracol, Seibal y Nakum.
El concepto tiene también una explicación astronómica y religiosa, vinculada con la mitología maya. Los tres ejes de la creación según los mayas estuvieron asociados a las tres estrellas de la constelación de Orión y el complejo arquitectónico triádico parece ser una representación de esto.